# لوهافاری
لوهافاری (به لاتین: Lohafary) یک منطقهٔ مسکونی در ماداگاسکار است که در ونگایندرانو واقع شده‌است. لوهافاری ۱۰٬۰۰۰ نفر جمعیت دارد و ۵۶ متر بالاتر از سطح دریا واقع شده‌است.